# Heudicourt (Somme)
Heudicourt és un municipi francès situat al departament del Somme i a la regió dels Alts de França. L'any 2007 tenia 509 habitants.

## Demografia

### Població
El 2007 la població de fet de Heudicourt era de 509 persones. Hi havia 200 famílies de les quals 60 eren unipersonals (16 homes vivint sols i 44 dones vivint soles), 52 parelles sense fills, 72 parelles amb fills i 16 famílies monoparentals amb fills.
La població ha evolucionat segons el següent gràfic:
Habitants censats

### Habitatges
El 2007 hi havia 253 habitatges, 208 eren l'habitatge principal de la família, 17 eren segones residències i 28 estaven desocupats. Tots els 253 habitatges eren cases. Dels 208 habitatges principals, 149 estaven ocupats pels seus propietaris, 53 estaven llogats i ocupats pels llogaters i 6 estaven cedits a títol gratuït; 12 tenien dues cambres, 38 en tenien tres, 59 en tenien quatre i 99 en tenien cinc o més. 130 habitatges disposaven pel capbaix d'una plaça de pàrquing. A 98 habitatges hi havia un automòbil i a 73 n'hi havia dos o més.

### Piràmide de població
La piràmide de població per edats i sexe el 2009 era:
| Homes | Edats   | Dones |
| ----- | ------- | ----- |
| 0     | 95 o +  | 0     |
| 0     | 90 a 94 | 8     |
| 0     | 85 a 89 | 16    |
| 0     | 80 a 84 | 4     |
| 8     | 75 a 79 | 8     |
| 24    | 70 a 74 | 12    |
| 8     | 65 a 69 | 36    |
| 16    | 60 a 64 | 12    |
| 12    | 55 a 59 | 8     |
| 0     | 50 a 54 | 8     |
| 24    | 45 a 49 | 12    |
| 8     | 40 a 44 | 16    |
| 20    | 35 a 39 | 16    |
| 12    | 30 a 34 | 20    |
| 12    | 25 a 29 | 24    |
| 12    | 20 a 24 | 20    |
| 16    | 15 a 19 | 28    |
| 8     | 10 a 14 | 16    |
| 20    | 5 a 9   | 16    |
| 16    | 0 a 4   | 4     |

## Economia
El 2007 la població en edat de treballar era de 301 persones, 191 eren actives i 110 eren inactives. De les 191 persones actives 160 estaven ocupades (93 homes i 67 dones) i 31 estaven aturades (17 homes i 14 dones). De les 110 persones inactives 35 estaven jubilades, 21 estaven estudiant i 54 estaven classificades com a «altres inactius».

### Ingressos
El 2009 a Heudicourt hi havia 205 unitats fiscals que integraven 505 persones, la mediana anual d'ingressos fiscals per persona era de 13.136 €.

### Activitats econòmiques
Dels 15 establiments que hi havia el 2007, 1 era d'una empresa alimentària, 3 d'empreses de construcció, 5 d'empreses de comerç i reparació d'automòbils, 2 d'empreses de transport, 1 d'una empresa d'hostatgeria i restauració, 1 d'una empresa financera, 1 d'una empresa de serveis i 1 d'una entitat de l'administració pública.
Dels 3 establiments de servei als particulars que hi havia el 2009, 1 era una oficina de correu i 2 paletes.
L'any 2000 a Heudicourt hi havia 15 explotacions agrícoles que ocupaven un total de 1.284 hectàrees.

## Equipaments sanitaris i escolars
El 2009 hi havia una escola elemental.

## Poblacions més properes
El següent diagrama mostra les poblacions més properes.